# Pseudolimnophila (Pseudolimnophila) cinctifemur
Pseudolimnophila (Pseudolimnophila) cinctifemur is een tweevleugelige uit de familie steltmuggen (Limoniidae). De soort komt voor in het Afrotropisch gebied.